# Torneo UEMOA 2010
El Torneo UEMOA 2010 es la cuarta edición de este torneo de fútbol a nivel de selecciones nacionales de África Occidental organizado por la WAFU y que contó con la participación de 8 países de la región.
El anfitrión Níger venció en la final a Benín en Niamey para ser campeón del torneo por primera vez.

## Fase de grupos

### Grupo A
| País         | J | G | E | P | GF | GC | GD | Pts |
| ------------ | - | - | - | - | -- | -- | -- | --- |
| Níger        | 3 | 1 | 2 | 0 | 5  | 2  | +3 | 5   |
| Burkina Faso | 3 | 1 | 2 | 0 | 5  | 3  | +2 | 5   |
| Togo         | 3 | 1 | 0 | 2 | 3  | 6  | −3 | 3   |
| Guinea-Bisáu | 3 | 0 | 2 | 1 | 4  | 6  | −2 | 2   |

| Equipo 1      | Resultado | Equipo 2      |
| ------------- | --------- | ------------- |
| Guinea-Bissau | 1-1       | Níger         |
| Burkina Faso  | 2-0       | Togo          |
| Guinea-Bissau | 2-2       | Burkina Faso  |
| Níger         | 3-0       | Togo          |
| Togo          | 3-1       | Guinea-Bissau |
| Níger         | 1-1       | Burkina Faso  |

### Grupo B
| País            | J | G | E | P | GF | GC | GD | Pts |
| --------------- | - | - | - | - | -- | -- | -- | --- |
| Benín           | 3 | 2 | 1 | 0 | 4  | 1  | +3 | 7   |
| Senegal         | 3 | 1 | 1 | 1 | 2  | 2  | 0  | 4   |
| Costa de Marfil | 3 | 1 | 0 | 2 | 3  | 4  | −1 | 3   |
| Malí            | 3 | 0 | 2 | 1 | 1  | 3  | −2 | 2   |

| Equipo 1        | Resultado | Equipo 2        |
| --------------- | --------- | --------------- |
| Senegal         | 0-1       | Benín           |
| Costa de Marfil | 2-0       | Malí            |
| Benín           | 3-1       | Costa de Marfil |
| Senegal         | 1-1       | Malí            |
| Malí            | 0-0       | Benín           |
| Costa de Marfil | 0-1       | Senegal         |

## Final
| Equipo 1 | Resultado | Equipo 2 |
| -------- | --------- | -------- |
| Níger    | 1-0       | Benín    |

## Campeón
| Torneo UEMOA 2010 |
| ----------------- |
| Bandera de Niger  |
| Níger 1.er título |